# Jean Möhren
Jean Möhren (* 6. Juli 1876 in Elberfeld als Johann Peter Möhren; † 26. Januar 1954 in Köln-Lindenthal) war ein deutscher Landschafts- und Vedutenmaler.

## Leben
Möhren lebte in München. Eine Ausbildung erhielt er dort bei Angelo Jank. Eine Ausstellung seiner Werke wurde letztmals 1954 erwähnt. Nur wenig ist über ihn bekannt. Einige ordnen ihn der Düsseldorfer Malerschule zu.

## Werke (Auswahl)
- Am Ulmener Maar
- Ginster in der Eifel
- Straße in Dietz an der Lahn
- Blick über den Rhein auf den Kölner Dom und Groß Sankt Martin
- Hafen von Wismar
- Die Burg Zons[3]
- Rheinansicht mit Burg Stolzenfels, Titelblatt zur Festzeitung Nr. 7 des 14. Deutschen Turnfestes in Köln, 1928[4]
- Hundgasse in Siegen, 1934